# Communauté de communes de Mauron en Brocéliande
La communauté de communes de Mauron en Brocéliande est une ancienne communauté de communes française, située dans le département du Morbihan, en région Bretagne.

## Histoire
La communauté de communes a été créée le 19 décembre 2001 et regroupait les 7 communes du canton de Mauron. Cette structure a succédé au district du Pays de Mauron.
L'intercommunalité est dissoute le 31 décembre 2016 avec la création de Ploërmel Communauté, issue de la fusion de la communauté de communes de Mauron, de Josselin communauté et de la communauté de communes du Porhoët avec la communauté de communes de Ploërmel.

## Territoire communautaire

### Géographie
La communauté de communes était située à l'extrême nord-est du département du Morbihan, à la frontière des Côtes-d'Armor et de l'Ille-et-Vilaine.

### Composition
La communauté de communes de Mauron en Brocéliande comprenait 7 communes :
| Nom                    | Code Insee | Gentilé      | Superficie (km2) | Population (dernière pop. légale) | Densité (hab./km2) |
| ---------------------- | ---------- | ------------ | ---------------- | --------------------------------- | ------------------ |
| Mauron (siège)         | 56127      | Mauronnais   | 67,23            | 3 198 (2014)                      | 48                 |
| Brignac                | 56025      | Brignacois   | 13,12            | 179 (2014)                        | 14                 |
| Concoret               | 56043      | Concoretois  | 15,76            | 742 (2014)                        | 47                 |
| Néant-sur-Yvel         | 56145      | Néantais     | 32,30            | 1 001 (2014)                      | 31                 |
| Saint-Brieuc-de-Mauron | 56208      | Briochins    | 14,35            | 343 (2014)                        | 24                 |
| Saint-Léry             | 56225      | Léritins     | 1,58             | 189 (2014)                        | 120                |
| Tréhorenteuc           | 56256      | Tréhorentais | 5,42             | 115 (2014)                        | 21                 |

## Administration

### Siège
Le siège de la communauté de communes était à Mauron, place Henri Thébault.

### Liste des présidents
| Période                                  | Période            | Identité                   | Étiquette | Qualité                            |
| ---------------------------------------- | ------------------ | -------------------------- | --------- | ---------------------------------- |
| Les données manquantes sont à compléter. |                    |                            |           |                                    |
| décembre 2001                            | avril 2005 (décès) | Jean-Marie Desgrées du Loû | DVD       | Maire de Mauron (2001 → 2005)      |
| juin 2005                                | avril 2014         | Christian Perrocheau       | DVD       | Maire de Mauron (2005 → 2014)      |
| avril 2014                               | décembre 2016      | Pierre Changeur            | DVD       | Premier adjoint au maire de Mauron |